# Tryphosella lowryi
Tryphosella lowryi is een vlokreeftensoort uit de familie van de Lysianassidae. De wetenschappelijke naam van de soort is voor het eerst geldig gepubliceerd in 2006 door Kilgallen, Myers & McGrath.